# O’Hara-Gletscher
Der O’Hara-Gletscher ist ein Gletscher an der Pennell-Küste des ostantarktischen Viktorialands. Er fließt in nordwestlich Richtung und mündet unmittelbar westlich des Ackroyd Point in den südlichen Abschnitt der Yule Bay.
Der United States Geological Survey kartierte ihn mittels Vermessungsarbeiten und mithilfe von Luftaufnahmen der United States Navy zwischen 1960 und 1963. Das Advisory Committee on Antarctic Names benannte ihn 1970 nach Norbert W. O’Hara (* 1930), einem Mitglied der Mannschaft des United States Antarctic Research Program, die zwischen 1965 und 1966 Untersuchungen auf dem Ross-Schelfeis vorgenommen hatte.